# Campeonato Mundial de Ciclismo en Ruta de 1953
Los Campeonatos del mundo de ciclismo en ruta de 1953 se celebró en la localidad suiza de Lugano el 30 y 31 de agosto de 1953.

## Resultados
| Evento                     | Oro                      | Oro        | Plata                      | Plata    | Bronce                 | Bronce   |
| -------------------------- | ------------------------ | ---------- | -------------------------- | -------- | ---------------------- | -------- |
| Pruebas masculinas         |                          |            |                            |          |                        |          |
| Hombres - carrera en línea | Fausto Coppi · Italia    | 7h 30' 59" | Germain Derijcke · Bélgica | + 6' 22" | Stan Ockers · Bélgica  | + 7' 33" |
| Amateur - carrera en línea | Ricardo Filippi · Italia | 4h 59' 19" | Gastone Nencini · Italia   | m.t.     | Rik van Looy · Bélgica | m.t.     |